# 東京クラブ (映画館)
東京倶楽部（とうきょうくらぶ、1913年 開業 - 1991年 閉鎖）は、かつて存在した日本の映画館である。戦前から平成時代に閉鎖するまで、洋画の3本立て興行をおもに行なっていた。

## データ
- 所在地：東京都台東区浅草1丁目26番5号
開業当時の東京市浅草区公園六区。現在の「浅草ROX・3G」の位置。
- 観客定員数：579席（1929年時点[1]）→345席（1991年閉館時点[2]）

## 概要

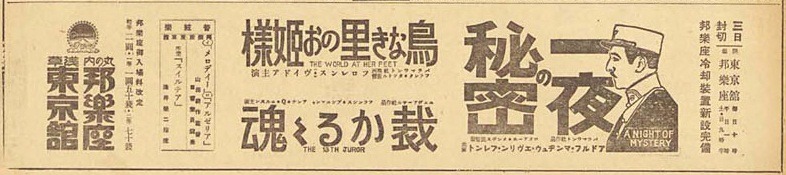
「時事新報」1928年（昭和3年）8月3日付に掲載された広告。この当時の東京クラブは『東京館』と名乗っていた。

1913年（大正2年）、東京市浅草区公園六区（現在の東京都台東区浅草1丁目26番5号）、「金龍館」の隣地に開業した。根岸興行部が、1887年（明治20年）10月1日開業の「常盤座」、1911年（明治44年）10月1日開業の「金龍館」に次いで開業した劇場である。同社の創立者・根岸浜吉が前年に亡くなっており、二代目社主の小泉丑治が開業した。路地を隔てた北側には電気館、六区の通りの正面には帝国館、という立地であった。
1916年（大正5年）5月1日、「3館共通入場券」（2階20銭、1階10銭）を導入した。
1923年（大正12年）9月1日、関東大震災の直撃で浅草は壊滅、根岸興行部は大打撃を受け、負債を負って松竹傘下となる。その後1924年（大正13年）開業の邦楽座（後の丸の内ピカデリー）などと共にパラマウント映画の作品を数多く上映するようになる。1928年（昭和3年）8月3日付「時事新報」に同館と邦楽座が共同出稿した広告によれば、アドルフ・マンジュー主演の『一夜の秘密』（監督ロタール・メンデス）、フローレンス・ヴィダー主演の『鳥なき里のお姫様』（監督ルーサー・リード）といった2作のパラマウント作品に加え、1927年（昭和2年）にユニバーサル・ピクチャーズが制作したエドワード・レムリ監督作『裁かるる魂』も上映されていた。
1931年（昭和6年）、常盤座、金龍館とともに改築、このときの建物は、平成の時代に取り壊すまで使用された。設計は3館とも成松建築事務所、のちに「東洋一の五千人劇場」と呼ばれた国際劇場を手がけた建築設計事務所である。
1945年（昭和20年）8月15日、第二次世界大戦が終結し、やがて、アメリカ映画の3本立て興行を再開する。
1991年（平成3年）11月4日、『さよなら東京クラブ ファン感謝フェスティバル』と銘打った最終興行をもって閉鎖廃業となり、1931年築の建物は解体され、78年の歴史に終止符を打った。跡地はTOCに売却、再開発され、1995年浅草ROX・3Gが建設される。